# Shannon Lee
Pour les articles homonymes, voir Lee.
Shannon Lee, née le 19 avril 1969 à Santa Monica, est une actrice américaine. Elle est la fille de Linda Lee Cadwell, ainsi que la sœur de Brandon Lee, dont le père est Bruce Lee.

## Biographie
Elle a vécu entre la Californie et Hong Kong jusqu'à son déménagement dans la région de Los Angeles en 1974. Elle a 4 ans lorsque son père décède tragiquement en pleine gloire.
En 1987, Shannon part étudier à La Nouvelle-Orléans à l'université Tulane. Elle y obtient un bachelor of Fine Arts dans la chanson, et apparaît dans de nombreux numéros musicaux, opéras et concerts choraux.
En 1994, Shannon épouse Ian Keasler, et ils ont une fille, prénommée Wren, en 2003.
En 2021, à la suite de l'accident de tir à Santa Fe et ayant perdu son frère Brandon Lee lors d'un accident de tournage en 1993, Shannon Lee plaide publiquement pour l'entrainement des acteurs au maniement des armes à feu.

## Filmographie

### Actrice

#### Cinéma
- 1993 : Dragon, l'histoire de Bruce Lee
- 1994 : Cage 2 : l'arène de la mort
- 1997 : Haute tension
- 1998 : Enter the Eagles
- 1998 : Blade
- 2000 : Alien Evolution (Epoch)
- 2001 : Lessons for an Assassin
- 2002 : Elle et moi

#### Série télévisée
- 1998 : Le Flic de Shanghaï

### Producteur délégué
- 2008 : La Légende de Bruce Lee
- 2012 : Je suis Bruce Lee (I Am Bruce Lee)